# Фінал Ліги чемпіонів УЄФА 2018
Фінал Ліги чемпіонів УЄФА 2018 року — фінальний матч розіграшу Ліги чемпіонів УЄФА 2017—2018, 63-го сезону в історії Кубка європейських чемпіонів і 26-го сезону в історії Ліги чемпіонів УЄФА. Матч відбувся 26 травня 2018 року на НСК «Олімпійський» у Києві, у ньому іспанський «Реал Мадрид» переміг англійський «Ліверпуль» з рахунком 3:1.
Матч відвідало близько 20 тис. вболівальників із-за кордону.
«Реал Мадрид» зіграє з «Атлетіко», переможцем Ліги Європи УЄФА сезону 2017—2018, у матчі на Суперкубок УЄФА 2018 року, а також кваліфікувався до півфіналу клубного чемпіонату світу 2018.

## Місце проведення
Одним із претендентів на проведення фіналу був київський НСК «Олімпійський», де свої домашні матчі проводить місцеве «Динамо». Офіційно УЄФА не повідомляло про інших конкурентів, проте у ЗМІ були повідомлення, що мадридський «Атлетіко» хотів провести фінал на своєму новому стадіоні «Ванда Метрополітано».
НСК «Олімпійський» був оголошений як остаточне місце проведення фіналу 15 вересня 2016 року, відповідно до рішення засідання Виконавчого комітету УЄФА в Афінах, Греція.

Зовнішній вигляд НСК Олімпійського.

Арена має статус стадіону 4-ї найпрестижнішої категорії і 70 050 розділених на 80 секторів місць, з яких під час матчів Чемпіонату Європи з футболу 2012 року УЄФА (у тому числі й фіналу турніру) використовувалося 68 055 місць. Серед них — 3546 бізнес-місць, 150 (20 у VIP-секторі) місць для людей з інвалідністю, 1497 місця для представників ЗМІ, 366 — для коментаторів. Для забезпечення харчування на території стадіону розташовано 42 фаст-фуди.

## Організація матчу
У Києві заплановано витратити на фестивальні заходи близько 25 мільйонів гривень. Святкові заходи відбулися з 24 по 27 травня (27 травня було поєднане з Днем Києва) Діяли одразу чотири фан-зони, головна з них — Фестиваль чемпіонів на Хрещатику. На час проведення фіналів Ліги чемпіонів УЄФА в центральній частині столиці обмежили рух транспорту. Фан-зона охопила також Оперну студію при НМАУ, у зв'язку з чим на ці дні скасували оперні вистави.
Фанати команд-фіналістів та гравці «Реала» і «Ліверпуля» масово відмовлялися від квитків на фінал, навіть ті, хто безкоштовно отримав їх від свого клубу, через аномальне зростання цін на проживання в Києві під час фіналу.

## Посол матчу

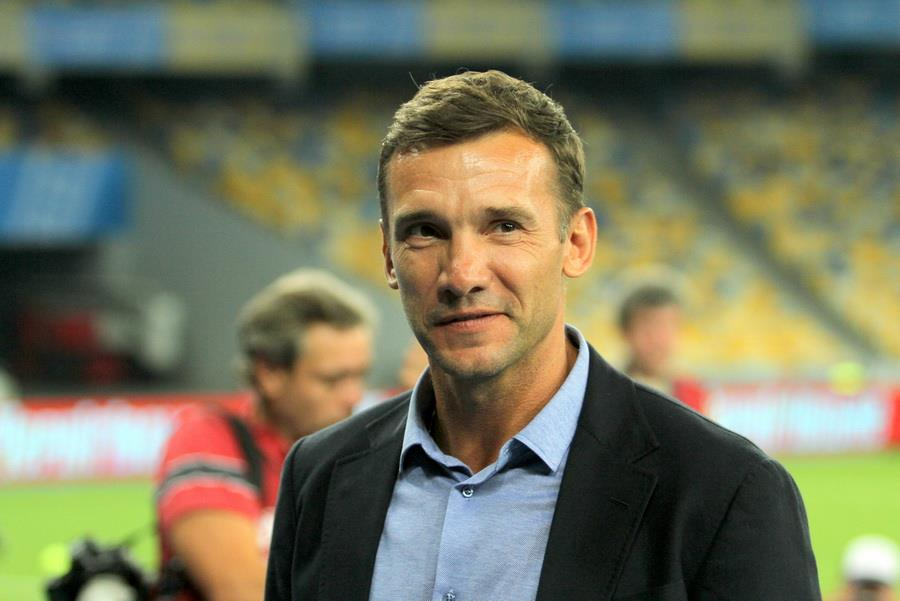
Посол матчу Андрій Шевченко.

Послом фінального матчу Ліги чемпіонів УЄФА 2017—2018 став відомий український футболіст і володар Золотого м'яча 2004 — Андрій Шевченко, що виграв турнір у сезоні 2002–2003, граючи за італійський «Мілан» та був фіналістом у сезоні 2004—2005 продовжуючи виступи за «Россонері».

## Передмова
Для мадридського «Реалу» це був шістнадцятий фінал. На рахунку «вершкових» у фіналах до цього було дванадцять перемог (1956, 1957, 1958, 1959, 1960, 1966, 1998, 2000, 2002, 2014, 2016, 2017) та три поразки (1962, 1964, 1981). Загалом для мадридців це 20-й фінал в єврокубках ще вони двічі програвали в Кубку володарів кубків (1971, 1983) і двічі вигравали Кубок УЄФА (1985, 1986). Мадридці стали першою командою за час існування Ліги чемпіонів УЄФА, яка тричі поспіль вийшла до фіналу. Рекордом же лишається п'ять поспіль фіналів Кубка чемпіонів, які завершились перемогою «Реалу». Тричі поспіль виходили до фіналів і здобували перемоги в 1970-х роках «Аякс» і «Баварія», також тричі поспіль виходили до фіналів «Бенфіка» (1960-ті), «Мілан» та «Ювентус» 1990-ті, двоє останніх вже грали за часів нового формату — Ліги чемпіонів УЄФА. Таким чином «вершкові» стали третьою командою в Лізі чемпіонів, яка тричі виступила у фіналі.
Для «Ліверпуля» київський фінал став 8-м в історії. До 2018 року англійський клуб здобував Кубок європейських чемпіонів 5 разів (у 1977, 1978, 1981, 1984 та 2005 роках) та ще двічі поступався у фіналах (у 1985 та 2007 роках). Загалом це був 13-й фінал у єврокубках для мерсісайдців. Вони поступились у фіналі Кубку володарів кубків 1966 року та ще чотири рази грали в фіналах Ліги Європи УЄФА/Кубку УЄФА (тричі здобули перемогу (1973, 1976, 2001) і один раз поступились у 2016-му).
Між собою команди грали п'ять разів, у фіналі Кубка європейських чемпіонів 1981 року перемогу здобули мерсісайдці. В 1/8 фіналу Ліги чемпіонів УЄФА 2008—2009 «Ліверпуль» двічі святкував перемогу над «Реалом» з загальним рахунком 5–0. На груповому етапі Ліги чемпіонів УЄФА 2014—2015 вже «вершкові» не залишили жодних шансів мерсісайдцям за підсумками двох матчів 4–0.

## Прогнози букмекерів
Найавторитетніші букмекерські контори у фіналі Ліги чемпіонів віддають перевагу мадридському Реалу.
- William Hill оцінює перемогу Реалу коефіцієнтом 2,20, Ліверпуля — 3,10: нічия — 3,60.
- Bet365: Реал — 2,15, Ліверпуль — 3,00, нічия — 3,60.
- Bwin: Реал — 2,15, Ліверпуль — 3,00, нічия 3,70[16].

## Шлях до фіналу
| Команда             | І | В | Н | П | ЗМ | ПМ | РМ  | О  |
| ------------------- | - | - | - | - | -- | -- | --- | -- |
| Тоттенгем Готспур   | 6 | 5 | 1 | 0 | 15 | 4  | +11 | 16 |
| Реал Мадрид         | 6 | 4 | 1 | 1 | 17 | 7  | +10 | 13 |
| Боруссія (Дортмунд) | 6 | 0 | 2 | 4 | 7  | 13 | −6  | 2  |
| АПОЕЛ               | 6 | 0 | 2 | 4 | 2  | 17 | −15 | 2  |

| Команда   | І | В | Н | П | ЗМ | ПМ | РМ  | О  |
| --------- | - | - | - | - | -- | -- | --- | -- |
| Ліверпуль | 6 | 3 | 3 | 0 | 23 | 6  | +17 | 12 |
| Севілья   | 6 | 2 | 3 | 1 | 12 | 12 | 0   | 9  |
| Спартак   | 6 | 1 | 3 | 2 | 9  | 13 | −4  | 6  |
| Марибор   | 6 | 0 | 3 | 3 | 3  | 16 | −13 | 3  |

## Церемонія відкриття
Британська співачка Дуа Ліпа виступила на церемонії відкриття перед фінальним матчем. Гімн Ліги чемпіонів зіграв хорватський дует віолончелістів 2Cellos.

## Матч
| 26 травня 2018 21:45 EEST |

| Реал Мадрид               | 3:1      | Ліверпуль |
| ------------------------- | -------- | --------- |
| Бензема 51' Бейл 64', 83' | Протокол | Мане 55'  |

| НСК «Олімпійський», Київ Глядачів: 61,561 Арбітр: Милорад Мажич (Сербія) |

| Реал Мадрид | Ліверпуль |

| ВР            | 1  | Кейлор Навас      |  |     |
| ЗХ            | 2  | Даніель Карвахаль |  | 37' |
| ЗХ            | 5  | Рафаель Варан     |  |     |
| ЗХ            | 4  | Серхіо Рамос (к)  |  |     |
| ЗХ            | 12 | Марсело           |  |     |
| ПЗ            | 10 | Лука Модрич       |  |     |
| ПЗ            | 14 | Каземіро          |  |     |
| ПЗ            | 8  | Тоні Кроос        |  |     |
| ПЗ            | 22 | Іско              |  | 61' |
| НП            | 9  | Карім Бензема     |  | 89' |
| НП            | 7  | Кріштіану Роналду |  |     |
| Запасні:      |    |                   |  |     |
| ВР            | 13 | Кіко Касілья      |  |     |
| ЗХ            | 6  | Начо              |  | 37' |
| ЗХ            | 15 | Тео Ернандес      |  |     |
| ПЗ            | 20 | Марко Асенсіо     |  | 89' |
| ПЗ            | 23 | Матео Ковачич     |  |     |
| НП            | 11 | Гарет Бейл        |  | 61' |
| НП            | 17 | Лукас Васкес      |  |     |
| Тренер:       |    |                   |  |     |
| Зінедін Зідан |    |                   |  |     |

| ВР          | 1  | Лоріс Каріус             |     |     |
| ЗХ          | 66 | Трент Александер-Арнольд |     |     |
| ЗХ          | 6  | Деян Ловрен              |     |     |
| ЗХ          | 4  | Вірджіл ван Дейк         |     |     |
| ЗХ          | 26 | Ендрю Робертсон          |     |     |
| ПЗ          | 7  | Джеймс Мілнер            |     | 83' |
| ПЗ          | 14 | Джордан Гендерсон (к)    |     |     |
| ПЗ          | 5  | Джорджиніо Вейналдум     |     |     |
| НП          | 11 | Мохаммед Салах           |     | 31' |
| НП          | 9  | Роберто Фірміно          |     |     |
| НП          | 19 | Садіо Мане               | 82' |     |
| Запасні:    |    |                          |     |     |
| ВР          | 22 | Сімон Міньйоле           |     |     |
| ЗХ          | 2  | Натаніел Клайн           |     |     |
| ЗХ          | 17 | Рагнар Клаван            |     |     |
| ЗХ          | 18 | Альберто Морено          |     |     |
| ПЗ          | 20 | Адам Лаллана             |     | 31' |
| ПЗ          | 23 | Емре Джан                |     | 83' |
| НП          | 29 | Домінік Соланке          |     |     |
| Тренер:     |    |                          |     |     |
| Юрген Клопп |    |                          |     |     |

| Гравець матчу: Гарет Бейл (Реал Мадрид) Помічники арбітра: Мілован Ристич (Сербія) Далібор Дурдевич (Сербія) Четвертий арбітр: Клеман Тюрпен (Франція) Додаткові арбітри: Ненад Джокич (Сербія) Даніло Груїч (Сербія) Резервний арбітр: Неманья Петрович (Сербія) | Регламент - 90 хвилин. - 30 хвилин додаткового часу за необхідності. - Серія пенальті за необхідності. - По сім запасних гравців. - Максимум три заміни гравців від кожної команди посеред матчу. |

### Статистика
| Статистика            | Реал Мадрид | Ліверпуль |
| --------------------- | ----------- | --------- |
| Голи                  | 0           | 0         |
| Удари по воротах      | 5           | 9         |
| Удари в площину воріт | 0           | 1         |
| Сейви                 | 1           | 0         |
| Володіння м'ячем      | 65%         | 35%       |
| Кутові                | 2           | 2         |
| Порушення             | 2           | 10        |
| Офсайди               | 4           | 1         |
| Жовті картки          | 0           | 0         |
| Червоні картки        | 0           | 0         |

| Статистика            | Реал Мадрид | Ліверпуль |
| --------------------- | ----------- | --------- |
| Голи                  | 3           | 1         |
| Удари по воротах      | 7           | 3         |
| Удари в площину воріт | 5           | 1         |
| Сейви                 | 0           | 2         |
| Володіння м'ячем      | 58%         | 42%       |
| Кутові                | 7           | 3         |
| Порушення             | 3           | 8         |
| Офсайди               | 3           | 2         |
| Жовті картки          | 0           | 1         |
| Червоні картки        | 0           | 0         |

| Статистика            | Реал Мадрид | Ліверпуль |
| --------------------- | ----------- | --------- |
| Голи                  | 3           | 1         |
| Удари по воротах      | 12          | 12        |
| Удари в площину воріт | 5           | 2         |
| Сейви                 | 1           | 2         |
| Володіння м'ячем      | 62%         | 38%       |
| Кутові                | 9           | 5         |
| Порушення             | 5           | 18        |
| Офсайди               | 7           | 3         |
| Жовті картки          | 0           | 1         |
| Червоні картки        | 0           | 0         |

## Підсумки матчу
Героєм матчу став Гарет Бейл із Реал Мадриду, який не тільки просто забив два голи, а й один з них, перекинувши м'яч через себе. Антигероєм став голкіпер Ліверпуля німець Лоріс Каріус, який припустився двох грубих помилок. І хоч після матчу голкіпер вибачився перед фанами і членами своєї команди за погану гру, усе ж футбольні оглядачі схиляються до думки, що Ліверпуль змінить голкіпера, а кар'єра Каріуса різко піде вниз.

## Рекорди
- Реал став першим клубом в новітній історії турніру, що виграв його тричі поспіль і першим з часу Баварії, яка вигравала Кубок європейських чемпіонів також тричі в 1974—1976 роках.
- Кріштіану Роналду став першим гравцем в історії, який виграв Лігу чемпіонів УЄФА п'ять разів[25].
- Гарет Бейл став першим гравцем, який, вийшовши на заміну, забив два голи та став найкращим гравцем матчу[26][27][28].
- Зінедін Зідан став першим тренером, якому вдавалося перемогти у Лізі чемпіонів тричі поспіль[28].
- Юрген Клопп програв шостий із семи фіналів, у яких брав участь.

## Цікаві факти
Головний соліст гурту Bad Boys Blue - Джон МакІнерні, таємно відвідав Фінал Ліги чемпіонів УЄФА 2018, оскільки є вболівальником ФК Ліверпуль.